# Хекман, Роберт
Георг Юлиус Роберт Хекман (в старых русских источниках Гекман, нем. Georg Julius Robert Heckmann; 3 ноября 1848, Мангейм — 29 ноября 1891, Глазго) — немецкий скрипач.
С детства учился игре на фортепиано у своего отца. Затем, перейдя на скрипку, поступил в обучение к Жану Беккеру и Иоганну Нарет-Конингу, изучал также композицию у Винценца Лахнера. В 14-летнем возрасте начал играть в Мангеймском оркестре. В 1866 году для продолжения образования отправился в Лейпцигскую консерваторию, где его наставниками были Фердинанд Давид (скрипка) и Мориц Гауптман (гармония и композиция). В 1869 году совершенствовал своё мастерство в Париже под руководством Дельфена Аляра и Юбера Леонара.
В 1870 г. отправился в Берлин, затем некоторое время работал в Лейпциге, где, в частности, 6 февраля 1872 г. впервые исполнил скрипичный концерт Юхана Свенсена. После этого обосновался в Кёльне. В 1872—1875 гг. концертмейстер Гюрцених-оркестра. В 1873 г. женился на пианистке Марии Хертвиг, с которой долго и успешно выступал дуэтом. Вместе они, в частности, исполнили премьеру Первой скрипичной сонаты Иоганнеса Брамса (Бонн, 8 сентября 1879 года).

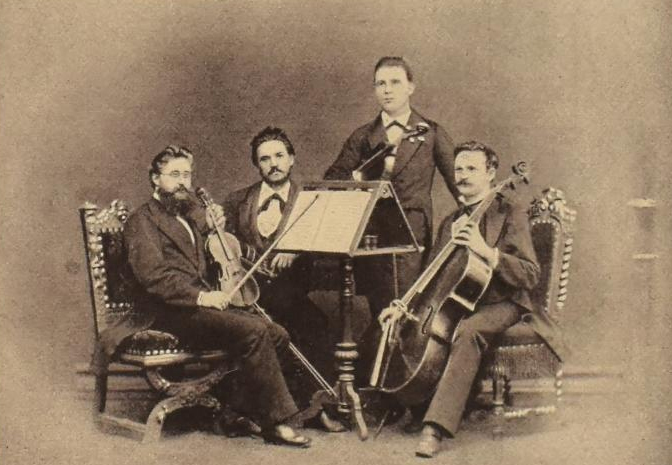
Роберт Хекман (слева) и его квартет, 1880-е гг.

С 1872 г. возглавлял струнный квартет, пользовавшийся высокой международной репутацией. В связи с этим к Хекману обратился за консультациями Эдвард Григ, работавший над своим первым квартетом, и затем в благодарность за советы посвятил его Хекману; квартет Хекмана впервые исполнил это сочинение 29 октября 1878 года в Кёльне, затем в 1885 году осуществил также лондонскую премьеру. Творческое сотрудничество также связывало Хекмана с Фридрихом Гернсхаймом, чей струнный квартет № 2 посвящён Хекману, а соната для скрипки и фортепиано № 1 впервые прозвучала 12 января 1886 года в исполнении Хекмана и автора. Ещё одна премьера Хекмана — соната для скрипки и фортепиано Рихарда Штрауса, впервые исполненная 3 октября 1888 года в Мюнхене вместе с Юлиусом Бутсом. Хекману также посвящены Романс для скрипки с оркестром Макса Бруха (1874, композитор консультировался со скрипачом относительно партии солиста) и струнный квартет № 2 Йозефа Райнбергера.
Под редакцией Хекмана выходили струнные квартеты Роберта Шумана.
Умер от гриппа в ходе британских гастролей.